# Anna Lewandowska (informatyk)
Anna Monika Lewandowska – polska informatyk, doktor habilitowany nauk technicznych, nauczyciel akademicki

## Życiorys
W 2000 ukończyła studia informatyczne w Politechnice Szczecińskiej, w 2003  obroniła pracę doktorską Kryterium symetrii w ocenie układów cyfrowych na elementach wielowartościowych. W 2006 otrzymała medal Amicus Scientiae et Veritatis przyznany przez Szczecińskie Towarzystwo Naukowe. W 2018 habilitowała się na podstawie pracy Projektowanie, analiza i zastosowanie wyników eksperymentów percepcyjnych w obrazowaniu komputerowym.
Jest zatrudniona na stanowisku profesora uczelni w Katedrze Systemów Multimedialnych na Wydziale Informatyki Zachodniopomorskiego Uniwersytetu Technologicznego w Szczecinie. Tematyka badawcza obejmuje grafikę komputerową, przetwarzanie obrazów, systemy poznawcze człowieka oraz ocenę jakości efektów wizualnych. 
Do głównych osiągnięć naukowych dr hab. Anny Lewandowskiej należą opracowanie obiektywnej metryki oceny poziomu inwazyjności reklam internetowych (VIM, ang. visual intrusiveness metrics) z wykorzystaniem wyników badań percepcyjnych, wprowadzenie zagadnienia percepcji do opracowanego modelu efektywnej reklamy internetowej bazującej na optymalizacji wielokryterialnej, zaprojektowanie oraz przeprowadzenie badań percepcyjnych, na podstawie których opracowany został powyższy model, opracowanie nowego scenariusza efektywnego projektowania eksperymentów percepcyjnych, opracowanie autorskiego algorytmu usuwania „duchów” do akwizycji obrazów HDR z obrazów składowych rejestrowanych dla dynamicznych scen oraz przeprowadzenie eksperymentów percepcyjnych związanych z opracowaniem algorytmu korekcji koloru po kompresji jasności dla obrazów HDR.

## Wybrane publikacje[3][4]
- Can the standard configuration of a cardiac monitor lead to medical errors under a stress induction? „Sensors” 2022, 22(9), 3536 (wsp. Maja Dziśko, Beata Wudarska)[5]
- Do background colors have an impact on preferences and catch the attention of users? „Appl. Sci.” 2022, 12(1), 225 (wsp. Agnieszka Olejnik-Krugły)[6]
- The negative impact of visual web advertising content on cognitive process: towards quantitative evaluation. „Int. J. Human-Comp. Stud.” 2017, 108, s. 41-49 (wsp. Jarosław Jankowski)[7]
- Scene reduction for subjective image quality assessment. „J. Electr. Imag.” 2016, 25, 1[8]